# Māris Smirnovs
Māris Smirnovs (ur. 2 czerwca 1976 w Dyneburgu) – łotewski piłkarz grający na pozycji obrońcy lub defensywnego pomocnika.

## Życiorys
Karierę rozpoczynał w Dinaburg Daugavpils, potem pół roku grał w lokalnym rywalu Lokomotive. Sezon 1999 spędził z kolei 2 ligowym klubie FK Valmiera. Po roku jednak powrócił do ekstraklasy do klubu FK Ventspils, gdzie był kluczowym piłkarzem. Grał tam przez 5 sezonów, w ostatnich zdobywając puchar Łotwy. Wiosną 2005 sięgnęła po niego Amica Wronki, w której przez rok zagrał w zaledwie 8 meczach. Po odejściu z Amiki grał w Ditton Daugavpils, gdzie spędził znakomity sezon, który zaowocował transferem do rumuńskiego Dinama Bukareszt. Mimo że zagrał tam tylko 1 mecz w rundzie wiosennej sezonu 2006/07, to jednak na wagę tytułu. Resztę wiosny spędził w 1-ligowym FK Jurmala. Od 3 sierpnia 2007 jest piłkarzem Górnika Zabrze. Smirnovs w barwach Górnika Zabrze rozegrał 19 spotkań. Māris strzelił też gola w meczu Pucharu Ekstraklasy oraz w meczu 15. kolejki (strzelił gola Widzewowi na wagę remisu). Najbardziej znany jest z niecodziennego gola samobójczego (w barwach Górnika Zabrze) w spotkaniu Orange Ekstraklasy z Polonią Warszawa. Była to samobójcza „główka” strzelona z pola karnego wprost do własnej bramki, przy czym warto podkreślić, że nie był ani kryty, ani zagrożony przez zawodników drużyny przeciwnej. Gol samobójczy został uznany „kiksem kolejki” w magazynie sportowym TVP2 Szybka Piłka. W ostatnim meczu rozgrywanym przez Górnika w lidze w roku 2007 (z Legią Warszawa) odniósł poważną kontuzję, która wykluczyła go z gry do końca sezonu. 2 czerwca 2008 w dzień jego 32. urodzin Górnik przedłużył z nim kontrakt do 30 czerwca 2009. Po spadku Górnika do I ligi zarząd postanowił nie przedłużać z nim umowy.